# HD105770
HD105770 — хімічно пекулярна зоря спектрального класу B9, що має видиму зоряну величину в смузі V приблизно  7,4.
Вона  розташована на відстані близько 633,3 світлових років від Сонця.

## Фізичні характеристики
Телескоп Гіппаркос зареєстрував фотометричну змінність  даної зорі з періодом    3,72 доби в межах від  Hmin= 7,45 до  Hmax= 7,39.

## Пекулярний хімічний склад
Зоряна атмосфера HD105770 має підвищений вміст 
Si
.